# エスキーテニス
エスキーテニス (ESCI tennis) とは、鳥の羽をつけたスポンジのボールを木製のラケットで、テニスと同じように打ち合うスポーツである。広島の事業家、宇野本信によって考案された。当初「ハネツキトリオゲーム」、「ハネツキテニス」と呼ばれていたが、1947年頃から第二次世界大戦後の広島の復興に寄与した教育科学文化研究所 (Education Science and Culture Institude) の頭文字をとって「エスキーテニス」と呼ばれるようになった。カレッジスポーツとして広島県を中心に広まり、現在では老若男女問わず楽しまれている。
また、アウトドア（屋外）、インドア（屋内）どちらでもプレーが可能であるが、天候（雨，風等）の影響を受けず、四季を通じてできるインドアスポーツとして発展してきている。 

## ルール
試合は3セットとし、2セットを先取した方が、その試合の勝者となる。セットは得点で競い、原則として11点を先取した方がそのセットの勝者となる。ただし、双方の得点が10点以上で同点になった場合はジュースとし、その後連続して2得点した方がそのセットの勝者となる。 
基本的なルールはテニスと同じだが、サービスは肩の高さよりも低い位置からそのサービス所定位置内にボールを自然に落下させ、ワンバウンドしたボールがツーバウンドする前までにラケットで打たなければならない。 また、サーバーは飛びあがってサービスすることはできない。

## コート
コートのサイズは8×4メートル（テニスコートの1/8のサイズ）

## 用具
ラケットは、卓球のラケットを少し大きくした感じで、木製でグリップを含めた長さは38ｃｍである。ボールは球速を落とすために、直径4ｃｍのスポンジボール（重量は20g以内）に羽根がついている。

## 段級位
エスキーテニスではエスキーテニスに関する技量、功績等について段位又は級位を日本エスキーテニス連盟又はその委任を受けたものが認定することができる。
現在3級から3段まである。
またこの段級位を持っていないとシングルスの大会に参加できない事がある